# Gyeongju-Nationalpark
Der Gyeongju-Nationalpark (경주 역사유적 지구) ist der einzige historische Nationalpark in Südkorea, er befindet sich in der südkoreanischen Provinz Gyeongsangbuk-do bei der Stadt Gyeongju. Zu dem Park gehört neben dem Berg Namsan (494 m) und seinen Steinreliefs auch Park- und Tempelanlagen, die eine Vielzahl von Nationalschätzen, hauptsächlich aus der Silla-Zeit Koreas, enthalten.

## Lage und Geographie
Dieser Nationalpark besteht nicht aus einem zusammenhängenden Gebiet, sondern aus mehreren Distrikten im Umland der Stadt Gyeongju, lediglich der Distrikt Daebon liegt etwas weiter entfernt am Japanischen Meer. Das Gesamtgebiet hat eine Fläche von 137,1 km². Teile des Nationalparks sind auch Bestandteil der UNESCO-Welterbestätten Historische Stätten von Gyeongju und Grottentempel Seokguram und Tempel Bulguksa.

## Flora und Fauna
Da der Schwerpunkt dieses Parks auf der Bewahrung der historisch bedeutsamen Stätten beruht, begann man erst 2008 mit einer eingehenden Erforschung der Flora und Fauna in diesem Park. Häufig anzutreffen sind die Japanische Rotkiefer und die Mandarinente.

## Distrikte des Nationalparks
- Gunisam-Distrikt
- Hwarang-Distrikt
- Seoak-Distrikt
- Danseoksan-Distrikt
- Namsan-Distrikt (남산, 南山), Mount Namsan Zone: Steinreliefs, Bergfestung Namsan, Poseokjeong-Pavillon
- Sogeumgangsan-Distrikt
- Tohamsan-Distrikt: Bulguksa-Tempel, Seokguram-Grotte
- Daebon-Seaside-Distrikt